# Mario Aparicio
Mario Aparicio Muñoz (Aranda de Duero, 23 april 2000) is een Spaans wielrenner die in 2021 prof werd bij Burgos-BH.

## Carrière
In 2017 werd Aparicio, achter Ramón Díaz en Iván Cobo, derde op het nationale wegkampioenschap voor junioren. Een dag eerder was hij al tiende geworden in de tijdrit. In 2018 nam hij wederom deel aan de tijdrit en verbeterde zichzelf met twee posities: winnaar Carlos Rodríguez was ruim een minuut sneller, Aparicio werd achtste.
In 2021 werd Aparicio prof bij Burgos-BH. In zijn eerste seizoen bij de ploeg nam hij onder meer deel aan de Ronde van Valencia en de Ronde van Burgos. In zijn tweede profseizoen werd hij dertiende in de door Patrick Bevin gewonnen Ronde van Turkije.
In juli 2024 behaalde Aparicio zijn eerste profzege toen hij de vierde etappe in de Ronde van het Qinghaimeer won. In die achtdaagse Chinese rittenkoers won hij ook het bergklassement.
In januari 2025 won Aparicio de openingsrit in de Ronde van Sharjah. De leiderstrui die hij daaraan overhield moest hij na de vierde etappe afstaan aan Josh Kench, de latere eindwinnaar.

## Palmares

### Overwinningen
2024
4e etappe Ronde van Sharjah
4e etappe Ronde van het Qinghaimeer
Bergklassement Ronde van het Qinghaimeer
Bergklassement Ronde van Langkawi
2025
1e etappe Ronde van Sharjah

### Resultaten in voornaamste wedstrijden
|      | \| Jaar \| Clásica San Sebastián \| \| ---- \| --------------------- \| \| 2023 \| 68e \| \| 2024 \| \| \| 2025 \| 54e \| |
| Jaar | Clásica San Sebastián |
| 2023 | 68e |
| 2024 | |
| 2025 | 54e |

## Ploegen
- 2021 –  Burgos-BH
- 2022 –  Burgos-BH
- 2023 –  Burgos-BH
- 2024 –  Burgos-BH
- 2025 –  Burgos Burpellet BH

Aparicio · Bol · Cabedo · Díaz (vanaf 3/6) · Domingues · Ezquerra · Fuentes · Langellotti · López-Cózar · Madrazo · Molenaar · Moreno · Muller · Navarro · Okamika · Orts · Pelegrí · Peñalver · Räim · Rubio · Sánchez · Fernández (stagiair) · Franco (stagiair) · Martin (stagiair)
Alleno · Álvarez · Angulo · Aparicio · Ardila (tot 23/8) · Barthe · Bol · Díaz · Ezquerra · Fagundez · M. Fernández · Franco · Fuentes · Langellotti · Madrazo · Mora (vanaf 9/5) · Navarro · Okamika · Orts · Pelegrí · Peñalver · Sánchez · Delgado (stagiair) · S. Fernandez (stagiair)
Alleno · Álvarez · Angulo · Aparicio · Bol · Bouglas · Chumil · Delgado · Díaz · Ezquerra · Fagundez · Fernandez · Franco · Fuentes · Gate · Jackson · Langellotti · Mora · Okamika · Pelegrí · Sainbayar · Vacek · Bennassar (stagiair) · Cabedo (stagiair) · Rey (stagiair)